# Marco Publio Fontana
Pour les articles homonymes, voir Fontana.
Marco Publio Fontana, né à Palosco le 18 janvier 1548 et mort le 10 novembre 1609 à Desenzano del Garda, est un poète italien de la Renaissance.

## Biographie
Marco Publio Fontana naquit en 1548 à Palosco, village sur le territoire de Bergame, mais dans le diocèse de Brescia. Il fit ses études avec la plus grande distinction, et ayant embrassé l’état ecclésiastique, il fut nommé à la cure de Palosco. Il partagea son temps entre les devoirs du saint ministère et la culture de la poésie, pour laquelle il avait montré dès l’enfance les plus heureuses dispositions. Son poème intitulé l’Apothéose du Tasse ayant répandu son nom dans toute l’Italie, le cardinal Aldobrandini voulut le voir et lui fit les promesses les plus séduisantes pour l’engager à se fixer Rome, où il devait trouver plus de sujets d’exercer son talent ; mais rien ne put déterminer Fontana à quitter son modeste bénéfice. Ce ne fut qu’avec une extrême répugnance qu’il consentit d’être présenté aux principaux prélats ; et il se hâta de regagner sa retraite, qu’il ne quitta plus. Estimé et chéri de ses voisins, il passa une vie tranquille et mourut pendant l’automne de 1609, chez un de ses amis qu’il était allé visiter à Desenzano, sur les bords du lac de Garde.

## Œuvres
- Delphinis, libri tres, Venise, 1582, in-4° ;
- Imago, sive de diva Magdalena a Titiano depicta, carmen, ibid., 1585, in-4° ;
- De musa pedestri, carmen, Bergame, 1587, in-4° ;
- Ad Nicolaum Contarenum carmen, ibid., 1587, in-4° ;
- Formica, sive de divina Providentia carmen, ibid., 1594, in-4° ;
- Damon, ecloga Virgini matri sacra ;
- Le Veglie Bresciane ;
- Del proprio ed ultimato fine del poeta, trattato, Bergame, 1615, in-4° ;
- Tractatus de plantis simplicibus ;
- Dissertationes quatuor de mysteriis numeri ternarii et quaterni.

Les poésies de Fontana ont été recueillies et publiées par Marco Antonio Foppa, et ensuite par le cardinal Furietti, Bergame, 1752, in-8°. Cette dernière édition est précédée d’une vie de l’auteur et des éloges que lui ont donnés la plupart des critiques de son siècle. Gian Vittorio Rossi (Janus Nicius Erythræus) dit que Fontana est l’un des poètes modernes qui ont approché le plus près de Virgile par la beauté des images et l’harmonie du style. On devrait s’étonner, d’après ce magnifique éloge, que la réputation de Fontana ne fût pas encore plus étendue ; mais en convenant qu’il mérite une place distinguée entre les poètes, on ne croit pas qu’il doive être mis au-dessus de Jacopo Sannazaro ni de Marco Girolamo Vida. Le plus estimé de ses ouvrages est sa Delphinis ; c’est aussi celui qu’il avait travaillé avec le plus de soin. Il y a de la noblesse et de l’élévation dans le style, de la chaleur et de la vérité dans les descriptions de combats, de batailles ; mais c’est une chose tout à fait remarquable, qu’un homme qui avait passé sa vie la campagne, dans un pays délicieux, ait moins bien réussi à peindre les scènes de la vie champêtre que les images terribles de la guerre.

## Source
- « Marco Publio Fontana », dans Louis-Gabriel Michaud, Biographie universelle ancienne et moderne : histoire par ordre alphabétique de la vie publique et privée de tous les hommes avec la collaboration de plus de 300 savants et littérateurs français ou étrangers, 2e édition, 1843-1865 [détail de l’édition]